# Półelf
Półelf – potomek elfa i człowieka, występujący w mitologii nordyckiej oraz literaturze i grach fantasy.

## Sagi nordyckie
Zgodnie z Sagą o Thorsteinie, synu wikinga w kraju położonym na północ od Norwegii znajdowało się królestwo Alfa Starego, nazywane Alfheim. Królestwo to leżało pomiędzy dwoma rzekami, które oddzielały Alfheim od dwóch innych królestw. Na południu władał król Gaut, a na północy król Raum. Nazwy rzek pochodziły od imienia Alf oraz imion królów władających ziemiami po drugiej stronie każdej z rzek, odpowiednio: Elf Gauta i Elf Rauma. Całe potomstwo króla Alfa nazywano spokrewnionymi z Elfami.
W islandzkiej sadze Hrólfs saga kraka legendarny duński król Helgi pewnego Jula został odwiedzony w swojego domku łowieckim przez szpetną istotę. Gdy pozwolił jej wejść do łóżka, ta przemieniła się w elfią kobietę, która podziękowała za zdjęcie klątwy i chciała odejść, jednak jej uroda spowodowała, że król nakazał jej pozostanie. Owocem tej nocy była Skuld, która wg omawianej sagi poślubiła potem Hjörvarðra, nakłoniła go do walk przeciwko swojemu przyrodniemu bratu, duńskiemu królowi Hrólfrowi, a po odniesionym zwycięstwie władała królestwem brata aż do śmierci poniesionej podczas ataku armii Vöggra.
Według Sagi o Dytryku z Berna (Þiðreks saga) jeden z jej bohaterów, Högni (odpowiednik Hagena w niemieckim eposie), został poczęty w wyniku aktu ludzkiej królowej z elfem. W sadze tej jest on nazywany elfem, który wygląda jak człowiek, lub synem elfa.

## Literatura fantasy
W noweli Lorda Dunsany'ego Córka króla elfów, uważanej za jedno z najbardziej przełomowych i wpływowych dzieł literatury fantasy pierwszej połowy XX wieku, potomkiem człowieka i elfiej kobiety jest Orion. To odgrywająca istotną rolę w tej noweli postać, będąca synem Alverica, członka ludzkiego plemienia Erl, oraz elfiej księżniczki Lirazel.
W Legendarium Tolkiena półelfowie nie byli odrębną rasą. Valarowie zdecydowali, że potomkowie elfów i ludzi mogli wybrać do której z tych ras chcą należeć, a co za tym idzie, czy być nieśmiertelni. Półelfami byli między innymi Elrond i Elros, który, mimo że wybrał los człowieka, żył około pół tysiąca lat.

## Gry
W światach Dungeons & Dragons, zwłaszcza Zapomnianych Krainach, ze względu na mieszaną krew trudno jest ustalić rzeczywisty wiek półelfa. Mogą żyć ponad 180 lat. Są przeważnie ciężsi od elfów, którzy są szczupli z natury, i lżejsi od ludzi. Ludzie traktują półelfów jak elfów, elfowie zaś mają ich za ludzi. Oczy półelfów zazwyczaj są zielone po elfich rodzicach, choć mogą dziedziczyć kolor po ludziach. Nie mają własnych krain, najczęściej zamieszkują w krainach ludzkich.